# 楽園音楽祭2019大阪城音楽堂
『楽園音楽祭2019大阪城音楽堂』（らくえんおんがくさい2019おおさかじょうおんがくどう）は、スターダストレビュー8枚目のライブ・アルバム。2020年10月28日に発売された。

## 解説
2019年9月29日、大阪城音楽堂でのライブ音源を収録している。

## 収録曲
特記以外　作詞・作曲：根本要
1. この胸で泣けばいい
  - 作詞：根本要/林紀勝
2. 恋するTシャツ
  - 作詞：森雪之丞
3. 空がこんなに青いはずがない
4. トワイライト・アヴェニュー
  - 作詞：竜真知子
5. Be My Lady
  - 作詞：竜真知子
6. 夢伝説
  - 作詞：根本要/林紀勝
7. 心の中のFollow Wind
  - 作詞：庄司明弘
8. BEATに愛を込めて
  - 作詞：根本要/寺田正美
9. 太陽の女神
10. 還暦少年
  - 作詞：根本要/林“VOH”紀勝
11. HELP ME
12. Danger Lady
  - 作詞：有川正沙子　作曲：三谷泰弘
13. Goodtimes & Badtimes
  - 作詞：根本要/寺田正美
14. Gently weeps